# 沖縄三十六歌仙
沖縄三十六歌仙（おきなわさんじゅうろっかせん）は、宜湾朝保が編纂した沖縄初の和歌集『沖縄集』（1870年）に掲載された琉球王国時代の沖縄の代表的な歌人36名の総称である。

## 一覧
- 安仁屋親雲上賢孫
- 大城里之子親雲上朝祥（伊江朝祥）
- 伊江按司朝平
- 池城親方安憲
- 石嶺親雲上真忍
- 伊舎堂親方盛元
- 糸洲親雲上賀郁
- 内間親方良恭
- 浦添王子朝熹
- 奥間親方朝建
- 小禄按司朝恒
- 宜野湾王子朝祥
- 具志親雲上幸博
- 国頭親方朝斉
- 東風平親方朝衛
- 識名親方盛命
- 惣慶親雲上忠義
- 大工廻親雲上安詳
- 渡久山親雲上政規
- 豊見城親雲上盛昌
- 豊見城親雲上盛政
- 野村親方朝英
- 栢堂和尚
- 玻名城親方政順
- 古堅親雲上政樹
- 平敷屋親雲上朝敏
- 摩文仁親雲上安祥
- 本部按司朝救
- 山内親雲上盛富
- 山川親方朝孝
- 山口親雲上宗政
- 読谷山王子朝英
- 読谷山王子朝憲
- 義村按司朝顕
- 世名城親雲上盛郁
- 与那原親方良矩